# Ida Salden

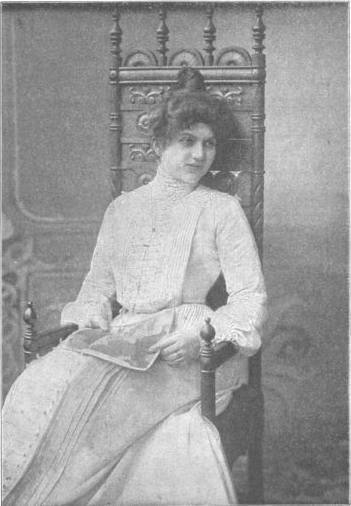
Ida Salden 1903

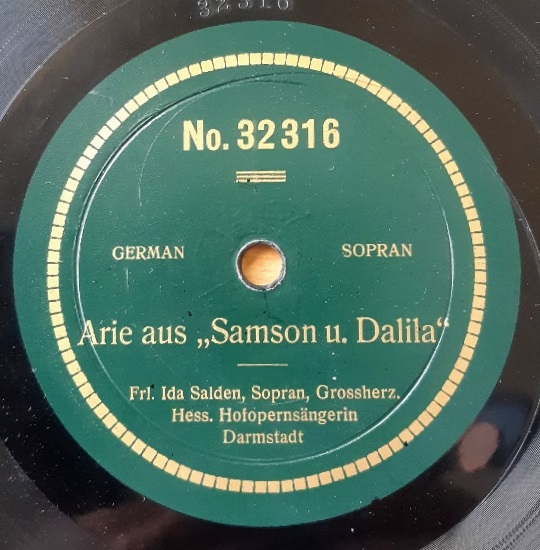
Schallplatte von Ida Salden (verm. Hannover 1908)

Ida Salden (* 1878 in Altona; † 20. Jahrhundert) war eine deutsche Opernsängerin (Sopran).

## Leben
Ida Salden wurde als Ida Salomon in Altona geboren und zeigte schon frühzeitig Veranlagungen für Musik. Sie absolvierte ihre Ausbildung am Stern’schen Konservatorium in Berlin: ab September 1897 studierte sie dort Klavier bei Theodor Schönberger und Gesang bei Benno Stolzenberg, anschließend – von 1899 bis Sommer 1901 – am gleichen Institut Gesang bei Selma Nicklass-Kempner. Unmittelbar nach Beendigung des Studiums begann sie ihre Bühnenlaufbahn im September 1901 am Hamburger Stadttheater, wo sie bis 1906 unter Vertrag blieb. In einer Kritik aus dem Jahr 1903 war unter anderem zu lesen: „Die so begabte junge Künstlerin sang [...] mit einer warmen Herzlichkeit [...] Wir constatieren mit Vergnügen, daß Frl. Salden sich sowohl als jugendlich-dramatische Sängerin, als auch als Soubrette so trefflich bewährt.“ 1904 wirkte sie in Hamburg bei der Uraufführung von Siegfried Wagners Werk Der Kobold mit.
Nach ihrer Hamburger Zeit wechselte sie als ’erste jugendlich-dramatische Sängerin‘ ans Stadttheater Darmstadt und 1909 ans Opernhaus Düsseldorf. Auch dort sang sie bei der Uraufführung eines Werkes, nämlich als Marga in Henri Alfred Kaisers Stella maris.
In den Jahren 1911 bis 1913 wirkte sie in Berlin an der Kurfürstenoper, wo sie als Maliella in Ermanno Wolf-Ferraris I gioielli della Madonna sang. Nach dem Engagement in Berlin zog sie wieder nach Hamburg und absolvierte von dort aus Gastauftritte. 
Ida Salden sang in Bayreuth 1906, 1908 und 1909 die Ortlinde in Wagners Walküre; außerdem trat sie dort als Soloblume in Parsifal und 1906 außerdem noch als zweiter Knappe in derselben Oper auf. 1906 und 1907 war sie am Mannheimer Hoftheater zu hören, 1908 gastierte sie am Hoftheater in Karlsruhe, 1909 an der Frankfurter Oper, 1910 in Amsterdam und 1911 in Hannover.
Zu den Rollen, in denen sie auftrat, gehörten auch die Pamina in Wolfgang Amadeus Mozarts Zauberflöte, Elisabeth im Tannhäuser, Elsa im Lohengrin, Sieglinde in der Walküre, Gutrune in der Götterdämmerung, Cio-Cio-San in Madama Butterfly, die Marguerite in Gounods Faust, die Martha in Tiefland und die Blanchefleur in Wilhelm Kienzls Kuhreigen. 
Laut einigen Quellen starb sie möglicherweise in den 1920er Jahren in Hamburg. Von Ida Salden existieren verschiedene Tonaufnahmen. Zeitungsausschnitte zu Ida Salden befinden sich im Staatsarchiv Hamburg unter der Signatur 731-8 A 768.
Die ersten Aufnahmen von Ida Salden erschienen 1908 bei Janus. 1912 nahm sie für Gramophone Szenen aus Wolf-Ferraris Der Schmuck der Madonna auf; im selben Jahr entstanden für Parlophon Auszüge aus Wilhelm Kienzls Oper Der Kuhreigen. 